# Gabo
Gabo je ostrov nacházející se v Tichém oceánu na východním konci Bassova průlivu blízko východního pobřeží Austrálie. Má rozlohu 154 hektarů.
Ostrov leží oddělen od pevninského státu Victoria zhruba jen 500 metrů širokým průlivem, nedaleko od hranic Victorie s Novým Jižním Walesem. Dostupný je letecky nebo po moři.
Gabo objevil v roce 1770 James Cook. Za druhé světové války se na něm nacházela radiostanice.
Na ostrově žije rozsáhlá kolonie 15 až 20 tisíc jedinců tučňáka nejmenšího, největší na celém světě, a zhruba stejně velká kolonie buřňáčka běločelého, kvůli nim byly Gabo a k němu příslušející Tullaberga prohlášeny za tzv. významnou ptačí oblast. Gabo je domovem celkem 14 rostlinných druhů, které jsou považované za vzácné nebo ohrožené, v okolním moři žijí také delfíni.
Na ostrově byl také kamenolom, z něho vytěžená žula (růžový granit) se stala materiálem i pro výstavbu několika reprezentativních budov v Sydney a Melbourne.

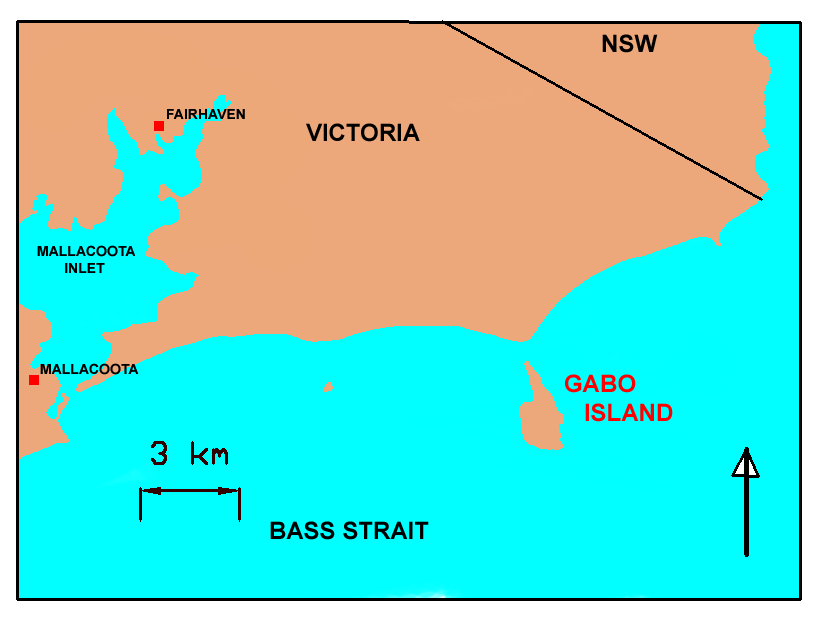

## Maják
Na Gabu stojí od roku 1862 maják, vybudovaný z žuly vytěžené přímo na ostrově. Má výšku 47 metrů, což z něj dělá druhý nejvyšší australský maják. Světelné signály vysílá na moře v krátkých sériích po třech záblescích ze světlometu ve výšce 55 metrů nad hladinou moře.